# 청주교도소
청주교도소는 충청북도 청주시에 위치한 대전지방교정청 산하의 교도소이다.

## 연혁
- 1908년 공주감옥 청주분감으로 개소
- 1946년 청주형무소로 승격
- 1961년 청주교도소로 개칭
- 1978년 현재 위치로 이전

## 거쳐간 인물
- 김대중
- 조양은
- 전인권
- 마이키

## 같이 보기
- 청주지방검찰청